# ایندیانا جونز و آخرین جنگ صلیبی
ایندیانا جونز و آخرین جنگ صلیبی (انگلیسی: Indiana Jones and the Last Crusade) یک فیلم آمریکایی در ژانر اکشن-ماجراجویی به کارگردانی استیون اسپیلبرگ است که در سال ۱۹۸۹ منتشر شد. داستان این فیلم را تهیه‌کنندهٔ اجرایی آن، جرج لوکاس، نوشته‌است. این فیلم سومین قسمت از فرنچایز ایندیانا جونز به‌شمار می‌رود و دنباله‌ای بر مهاجمان صندوق گمشده (۱۹۸۱) است. هریسون فورد بار دیگر نقش ایندیانا جونز را ایفا می‌کند و شان کانری در نقش پدرش ظاهر می‌شود. دیگر بازیگران فیلم آلیسون دودی، دنهلم الیوت، جولیان گلاور، ریور فینیکس و جان ریس-دیویس هستند. در این فیلم که داستانش عمدتاً در سال ۱۹۳۸ اتفاق می‌افتد، ایندیانا در پی یافتن پدرش است که در سفری برای به‌دست آوردن جام مقدس، توسط نازی‌ها دستگیر شده‌است.
در پی بازخوردهای ضد و نقیض از ایندیانا جونز و معبد مرگ (۱۹۸۴)، اسپیلبرگ تصمیم گرفت لحن تاریک و خشونت گرافیکی را در قسمت بعدی کاهش دهد. در طول پنج سال میان معبد مرگ و آخرین جنگ صلیبی، او و لوکاس چندین فیلم‌نامه را پیش از پذیرش فیلم‌نامه جفری بوم بررسی کردند. مکان‌های مراحل فیلم‌برداری شامل اسپانیا، ایتالیا، آلمان غربی، اردن، بریتانیا و ایالات متحده بود.
ایندیانا جونز و آخرین جنگ صلیبی در ۲۴ مهٔ ۱۹۸۹ توسط پارامونت پیکچرز در آمریکایی شمالی عرضه شد. این فیلم به‌طور کلی نظرات مثبتی از سوی منتقدان داشت و با موفقیت تجاری همراه بود و توانست بیش از ۴۷۵ میلیون دلار در گیشهٔ جهانی فروش داشته باشد. این فیلم برندهٔ جایزهٔ اسکار در دسته‌بندی بهترین تدوین صدا شد. دنباله‌ای از فیلم با عنوان ایندیانا جونز و قلمروی جمجمه بلورین در سال ۲۰۰۸ منتشر شد.

## خلاصه داستان
«ایندیانا جونز» (فورد) پروفسور باستان‌شناسی است که برای برگرداندن اشیای تاریخی به موزه‌ها می‌جنگد. مجموعه داری ثروتمند به نام «والتر» (گلاور) به او می‌گوید که پدرش «دکتر جونز» (کانری) متخصص قرون وسطی، در میانهٔ جستجو برای یافتن جام مقدس ناپدید شده‌است و «ایندی» سعی می‌کند جای او را پیدا کند.

## جوایز
این فیلم برنده جایزه اسکار بهترین تدوین صدا
و کاندیدای ۲ اسکار دیگر در سال ۱۹۹۰ شد.